# کیث اربن (آلبوم)
«کیث اربن» آلبومی از کیث اربن است که در سال ۱۹۹۹ میلادی منتشر شد.